# 社会的ネットワーク
社会的ネットワーク（しゃかいてきネットワーク、social network、社会ネットワーク）とは、価値、構想、提案、金銭的やりとり、友人、親類、嫌悪、取引、ウェブリンク、性的関係、疾病の伝染（疫学）、航空路といった1つ以上の関係により結びつけられた（個人や組織を指す）ノードからなる、社会的な構造である。
社会的ネットワークはしばしば社会ネットワークと言われるが、総務省の情報通信白書では「社会的ネットワーク」という表現が使用されている。また、平成19年版国民生活白書ではつながりが築く豊かな国民生活と題して、日本における社会的ネットワークの現状を報告している。しかし、アカデミックの世界では「社会ネットワーク」という表現が使用されることが多い。
社会的ネットワーク分析は、近年の社会学や人類学、組織論といった学問分野において、統計学やグラフ理論から生まれたポピュラーな推論・研究であると同時に、有用な方法として台頭した。この分析によって、それが家族から国家まで様々なレベルの問題に適用でき、問題解決への道を示す重要な役割を果たし、組織が運営され、どの程度個人の追求する目的が果たされるのか、多くの研究者によって論証されたのである。
この社会的ネットワークから派生した分析概念として、都市社会学には、個人を中心として他者とのネットワークを考える「パーソナルネットワーク」という理論も存在する。また、最近の社会学や政治学においてはソーシャル・キャピタル（社会関係資本）と関連する概念として捉えられることが多い。
漢字を伴った"社会的ネットワーク"という用語は、英語の "social network" に対する、社会科学の専門用語である。いっぽう、"ソーシャルネットワーキング"と全て片仮名で書く場合は、Facebook、Twitter、Instagram、LINEなどのSNSコミュニケーションサービスに関連していうことが多い。

## 概論
社会的ネットワーク論では、「ノード(nodes)」と「つながり(ties)」という観点から社会的隣接性を考察する。ノードとは、ネットワークに関わりを持つ個々人を指し、つながりとは、関係者間の結びつきをあらわすものである。ノード間には考え得る限りの関連性を、様々な種類のつながりであらわすことができる。この簡単な定義のもと、社会的ネットワークは可能な限りのノードを適切なつながりで全て結んだ地図であると解釈することができる。またこのネットワークは、関係する個々人の持つ社会資本（ソーシャルキャピタル）を決定付ける時にも用いられる。これらの概念はしばしば、ノードを「点」、つながりを「線」とした「社会的ネットワークダイアグラム」として表される。
社会的ネットワークの在り様は、それを形成する主体者としての個人にとって、そのネットワークの有益性を示す鍵になると考えられている。例えば「緊密型ネットワーク」は、ネットワーク上に多くの空白を含むもの（structural holes - 構造的空隙）や、主たるネットワークの外側で他の主体者と緩やかにつながっているもの（weak ties - 弱いつながり）に比べ、メンバーにとって実際にはあまり有益ではない。より開かれたネットワークには、社会的空隙や弱いつながりが多く含まれており、冗長なつながりに満ちた閉鎖的なネットワークよりも、より多くの新しいアイデアや機会に恵まれる可能性があるのだ。言い換えればこうなる。ただ一緒に何かをするだけの友人集団というのは、同じ知識や機会を既に共有してしまっている。一方、他の社会的世界へ関わりを持つ個人の集団というのは、より広い範囲の情報へとアクセスすることが出来る。ひとつのネットワーク上で多くのつながりを持つよりも、様々なネットワークへのつながりを持つ方が、個人が何かを成し遂げるときにより有益であると解釈することが出来るのだ。

## 応用分野

### 社会科学での応用
社会科学分野での社会的ネットワーク論の応用は、社会関係を定量化する試みである社会測定法（ソシオメトリー）に端を発する。マーク・グラノヴェッターに代表される学者たちは社会的ネットワーク論を拡張し、今日では社会科学の分野において様々な現象を説明する手助けとなっている。例えば「組織内での力」とは、ネットワーク上の個人が、その肩書きに拠らず、どの程度多くの関係の中心にいるかによって決定付けられる、ということが見出された。また社会的ネットワークは、会社の業績や事業の成功には雇用が重要な役割を果たすということも見出している。
社会的ネットワーク論は学術分野で活発な討論が行われており、社会的ネットワーク分析者の学会が国際ネットワーク学会である。研究者によって作成された社会的ネットワークに関するツールはオンライン上で入手でき（例えば "UCINet"）、ネットワークに関する画像イメージなどを比較的容易に利用できる。

### 保健・医療分野
社会的ネットワーク分析は医療分析分野でも用いられており、それは疫学研究だけではなく、患者コミュニケーション、患者教育、疾病予防、精神保健の診断と治療、医療機関、医療システムなどでも用いられている。
また、健康の社会的決定要因でもある（セルフケア不足看護理論）。

### ソーシャルメディア
オンライン上で社会的ネットワークを構築するのが、ソーシャルネットワーキングサービス（SNS）である。最後のSが表すものは「サイト」・「システム」・「サービス」のいずれかになるが、この違いによる定義の差はない。
これらのウェブサイトはコミュニティーとして機能する。最初の段階として主催者が自らの知り合いをネットワーク上に招待する。その新しいメンバーも同じことを繰り返し、メンバーの総数的にもネットワークの規模としても成長していく。サイト側では、自動更新機能を持ったアドレス帳、プロフィール表示機能、新たなつながりを形成する能力である紹介機能、その他オンライン上での社会的つながりを支援する機能を提供している。最近では、Twitterのような「ミニブログ」と呼ばれる人間のコミュニティ形成にあまり重点を置かず、ユーザが自身の状況など、短い文章を気軽に投稿し、それによってコミュニケーションが生まれるようなソーシャルメディアも存在する。

### Twitterにおける社会的ネットワーク
Twitterでは、Facebookやmixiなどの今までのSNSと比べて、相手からの承認がなくてもフォローをすることによってそのユーザのツイートを自分の好きなように閲覧したり、リツイートによるフォロワーへの伝達や、メンション機能による対話を行うことができる。そのため、「フォローネットワーク」と呼ばれる、ユーザのフォロー関係をネットワークとして表現した独自性の高い社会的ネットワークが構築されている。フォローネットワークでは、フォロー先を矢印とした有向ネットワークとして表すことができる。これによって、Twitter上での社会的関係を表すことができる。また、メンションをエッジとしてみなすことによる「メンションネットワーク」としてみなすこともできる。このように、フォロー関係によるネットワークと、メンションというやり取りのネットワークの二面性が存在することがTwitterにおける社会的ネットワークの特徴であると言える。Twitterでフォローネットワークについて分析する際、ユーザがどのようにフォローするユーザを選んでいるかを知ることが重要である。ユーザがほかのユーザをフォローする動機として、「ユーザ指向」、「コンテンツ指向」、「相互性」の3つの軸があることが知られている。ユーザ指向とはユーザに興味があることであり、コンテンツ指向とはユーザが発信するツイートの内容や情報に興味があることである。相互性とは相互フォローをすることによって対話や交流を行うことを目的としたフォローである。
アメリカでは、1997年から2001年まで運営され、約100万人の登録者数を誇ったSixDegrees.comが現代的なSNSの起源となり、2003年頃からはFriendsterやwww.thehoosierweb.com、Tribe.net、LinkedInといったサイトが流行し始めた。2004年には、現在のSNSの中心的存在であるFacebookの前身のFaceMashがハーバード大学内限定で公開された。現在では200以上のソーシャルネットワーキングサイトが存在している。サーチエンジンのGoogleも、2004年1月22日にorkutを立ち上げ、2011年6月にはGoogle+を開始した。また、スペイン語とポルトガル語のソーシャルネットワークであるKibopも、2004年にサービスを開始している。
LiveJournalのようなサイトでは、ブログを相互接続するというアプローチを取っている。また更なる発展形として、StumbleUponとFunchainのように、人とブログの双方を相互接続するセマンテックソーシャルネットワークも出現している。
自分自身でソーシャルネットワークを構築することの出来るソフトもある。また、ソーシャルネットワークはビジネスの世界にも導入されている。
SNSではないが、2010年代後半以降、ビジネスでは業務連絡を行う際にSlack等のチャットを利用することも普通となり、ビジネスではネットを用いた情報交換の割合が大きく増えている。

#### 日本における動向
日本でも、2004年（平成16年）3月にサービスを開始したmixiを筆頭に、様々なソーシャルネットワークが存在している。
いわゆる「出会い系サイト」との違いを説明するために、日本では「知り合い系サイト」という通称が用いられることもある。

### 人文科学への応用
社会ネットワーク分析の人文科学への応用はデジタル・ヒューマニティーズの文脈で語られる。歴史学においては、とりわけ史料のもつ性質との兼ね合いから、どのように定性的情報を定量的な形へ変換するのかが問題となる。加えて、人文科学のもつ問題関心に適う形に社会ネットワーク分析のもつ分析枠組みを修正・適合していく作業も必要となる。